# Total Life Forever
Total Life Forever – drugi album studyjny brytyjskiej grupy muzycznej Foals. Wydawnictwo ukazało się 10 maja 2010 roku nakładem wytwórni muzycznej Transgressive Records.
Album zdobył nominację do Mercury Prize 2010.

## Lista utworów
1. "Blue Blood" - 5:17
2. "Miami" - 3:42
3. "Total Life Forever" - 3:18
4. "Black Gold" - 6:26
5. "Spanish Sahara" - 6:28
6. "This Orient" - 4:06
7. "Fugue" - 0:49
8. "After Glow" - 6:09
9. "Alabaster" - 4:00
10. "2 Trees" - 5:11
11. "What Remains" - 4:37